# Провінція Сімоцуке
Провінція Сімоцуке (яп. 下野国 — сімоцуке но куні, «країна Сімоцуке»; 野州 — ясю, «провінція Сімоцуке») — історична провінція Японії у регіоні Канто на сході острова Хонсю. Відповідає сучасній префектурі Тотіґі

## Короткі відомості
Віддавна Сімоцуке була складовою Кену но куні (毛野国), держави прото-айнських племен еміші, яка у 7 столітті була поділена яматоськими монархами на дві адміністративні одиниці — Сімоцукену (下毛野, «нижнє Кену») і Каміцукену (上毛野, «верхнє Кену»). Згодом Сімоцукену стало читатися як Сімоцуке. Її провінційний уряд знаходився у сучасному місті Тотіґі.
Оскільки землі провінції були населені еміші, центральний уряд долучив роди їхніх вождів до керування країною, надавши їм однакові права з яматоською аристократією, і тим самим забезпечив мирну асиміляцію цього регіону.
Провінція Сімоцуке була також одним із місць зародження самурайства. Воно слугувало щитом між яматоським двором і еміші, які жили на півночі острова Хонсю. На 12 століття місцева знать гуртувалася навколо роду Мінамото, який заснував перший самурайський уряд — сьоґунат.
З 14 по 15 століття провінція Сімоцуке почергово належала родам Асікаґа, Ояма, Юкі та Уцуномія. Впродовж 16 століття ці самурайські роди знаходилися під протекторатом родини Ґо-Ходзьо.
У період Едо (1603—1867) на території Сімоцуке було утворено ряд дрібних ленів хан, найбільшими з яких володіли роди Тода, Окубо і Торії.
У результаті адміністративної реформи 1871 року, провінція Сімоцуке була перетворена на префектуру Тотіґі.

## Повіти
- Асікаґа 足利郡
- Асо 安蘇郡
- Каваті 河内郡
- Насу 那須郡
- Самукава 寒川郡
- Сіоя 塩谷郡
- Хаґа 芳賀郡
- Цуґа 都賀郡
- Янада 梁田郡